# Moro (Nigeria)
Pour les articles homonymes, voir Moro.
Moro est une zone de gouvernement local de l'État de Kwara au Nigeria,.
Moro est située dans la partie occidentale de l'État, au bord du fleuve Niger et de la frontière avec le Bénin.

## Source
- (en) Cet article est partiellement ou en totalité issu de l’article de Wikipédia en anglais intitulé « Moro, Kwara » (voir la liste des auteurs).